# 1503 en philosophie
Chronologie de la philosophie
- 1499
- 1500
- 1501
- 1502
- 1503
- 1504
- 1505
- 1506
- 1507

L’année 1503 a été marquée, en philosophie, par les événements suivants :

## Naissances
- Veit Amerbach (né en 1503 à Wemding en Bavière et mort le 13 septembre 1557 à Ingolstadt[1]) est un humaniste allemand.